# Niko Kytösaho
Niko Kytösaho (* 18. Dezember 1999 in Paimio) ist ein finnischer Skispringer.

## Werdegang
Niko Kytösaho startete am 27. und 28. Februar 2014 zum ersten Mal im Rahmen von zwei Wettbewerben in Zakopane im FIS Cup, wo er den 63. und 44. Platz belegte. Seitdem folgen weitere Starts im FIS Cup, wo er unter anderem im September 2017 mit einem vierten Platz in Râșnov auf sich aufmerksam machen konnte. Am 12. bis 14. Dezember 2014 debütierte Kytösaho in Rena im Continental Cup, wo er die Plätze 34, 22 und 16 belegte und damit auch seine ersten Continental-Cup-Punkte holte. Beim Europäischen Olympischen Winter-Jugendfestival 2015 in Tschagguns gewann Kytösaho im Einzelwettbewerb die Goldmedaille und im Teamwettbewerb zusammen mit Andreas Alamommo, Joni Markkanen und Niko Löytäinen die Silbermedaille.
Am 19. Februar 2016 debütierte Kytösaho in Lahti im Skisprung-Weltcup und erreichte den 48. Platz.
Bei den Nordischen Junioren-Skiweltmeisterschaften 2016 im rumänischen Râșnov wurde Kytösaho im Einzelwettbewerb 37. und im Mannschaftswettbewerb zusammen mit Aapo Lehtinen, Eetu Nousiainen und Andreas Alamommo Achter. Bei den Junioren-Skiweltmeisterschaften 2017 in Park City, Utah belegte er im Einzelwettbewerb den 36. Platz und wurde im Mannschaftswettbewerb mit Eetu Nousianien, Kalle Heikkinen und Andreas Alamommo Sechster.
Kytösaho gewann am 17. Januar 2018 die Goldmedaille bei den Finnischen Meisterschaften 2018 in Lahti.
Ende August 2019 gewann Kytösaho beim Grand Prix in Hakuba seine ersten Punkte in dieser Wettkampfserie. Rund einen Monat später gewann er die finnischen Sommer-Meisterschaften in Kuopio vor Antti Aalto und Eetu Nousiainen. Diese Leistung bestätigte er auch am darauffolgenden Wochenende im Continental Cup, als er in Klingenthal bei starker Konkurrenz Siebter wurde und damit seine bis dato beste Platzierung im Continental Cup erreichte.
Am 30. November 2019 erreichte Kytösaho mit einem 21. Rang in Kuusamo seine erste Punkteplatzierung im Weltcup. Das zweite Punkteergebnis und zugleich die bis dahin beste Weltcup-Platzierung gelang dem Finnen am 20. Dezember 2020 in Engelberg als 18., eine Leistung, die er am 20. November 2021 in Nischni Tagil wiederholte.
Bei der Skiflug-Weltmeisterschaft 2024 wurde Kytösaho Siebenter und lag damit in der Wertung vor allen teilnehmenden ehemaligen Weltmeistern im Einzelskifliegen. Er erreichte mit dieser Platzierung zugleich sein bis dahin bestes Einzelergebnis bei einem Weltklassewettbewerb.

## Privates
Sein Vater Pasi Kytösaho war ebenfalls Skispringer.
Niko Kytösaho lebt derzeit in Lahti. Sein Idol ist Janne Ahonen.

## Statistik

### Weltcup-Platzierungen
| Saison  | Platz | Punkte |
| ------- | ----- | ------ |
| 2019/20 | 58.   | 010    |
| 2020/21 | 50.   | 047    |
| 2021/22 | 50.   | 035    |
| 2022/23 | 37.   | 077    |
| 2023/24 | 30.   | 189    |
| 2024/25 | 49.   | 028    |

### Grand-Prix-Platzierungen
| Saison | Platz | Punkte |
| ------ | ----- | ------ |
| 2019   | 071.  | 002    |
| 2021   | 091.  | 001    |
| 2022   | 030.  | 050    |
| 2024   | 057.  | 021    |

### Continental-Cup-Platzierungen
| Saison  | Platz | Punkte |
| ------- | ----- | ------ |
| 2014/15 | 088.  | 061    |
| 2015/16 | 104.  | 032    |
| 2016/17 | 143.  | 018    |
| 2017/18 | 104.  | 040    |
| 2019/20 | 063.  | 102    |
| 2022/23 | 062.  | 074    |
| 2023/24 | 053.  | 011    |